# Route M07 (Ukraine)
La M07 est une route magistrale ukrainienne qui s'étend de la capitale Kiev, jusqu'à Iahodyn (uk) à la frontière entre la Pologne et l'Ukraine,.

## Description
La M03 fait partie de la route européenne 373.
En Pologne, elle est prolongée par la route nationale 12 (pl).

## Tracé
| Km     | Agglomérations          | Carte interactive |
| ------ | ----------------------- | ----------------- |
| 0 km   | Kiev                    |                   |
| 33 km  | Hostomel                |                   |
| 35 km  | Boutcha                 |                   |
| 55 km  | Borodianka              |                   |
| 102 km | Malyn                   |                   |
| 161 km | Korosten                |                   |
| 183 km | Louhyny                 |                   |
| 196 km | Novi Bilokorovytchi     |                   |
| 240 km | Olevsk                  |                   |
| 285 km | Klessiv                 |                   |
| 311 km | Sarny                   |                   |
| 383 km | Manevytchi              |                   |
| 442 km | Kowel                   |                   |
| 488 km | Liouboml                |                   |
| 508 km | Iahodyn (uk), Frontière |                   |

## Galerie

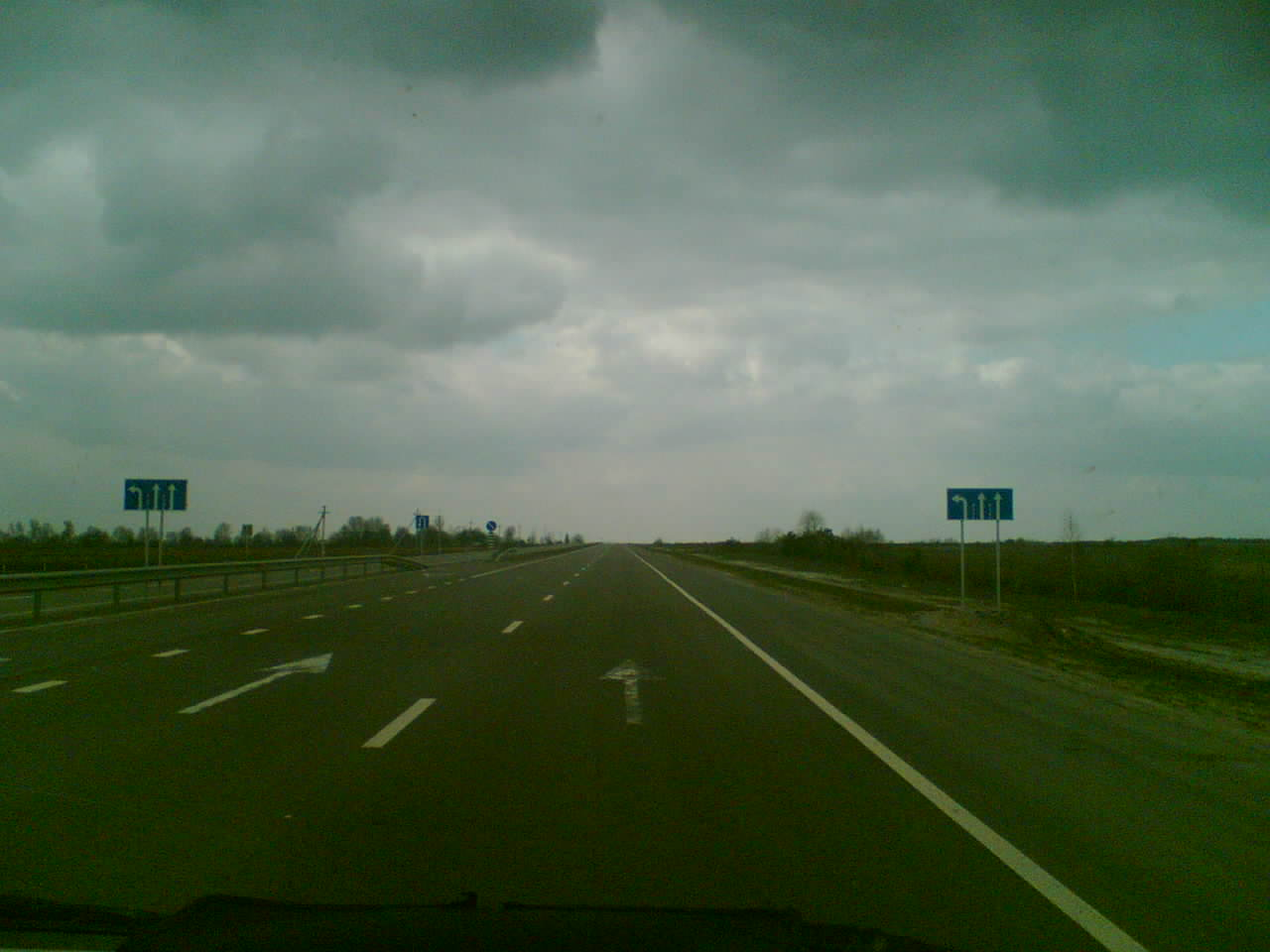
La M07 à Voluine.
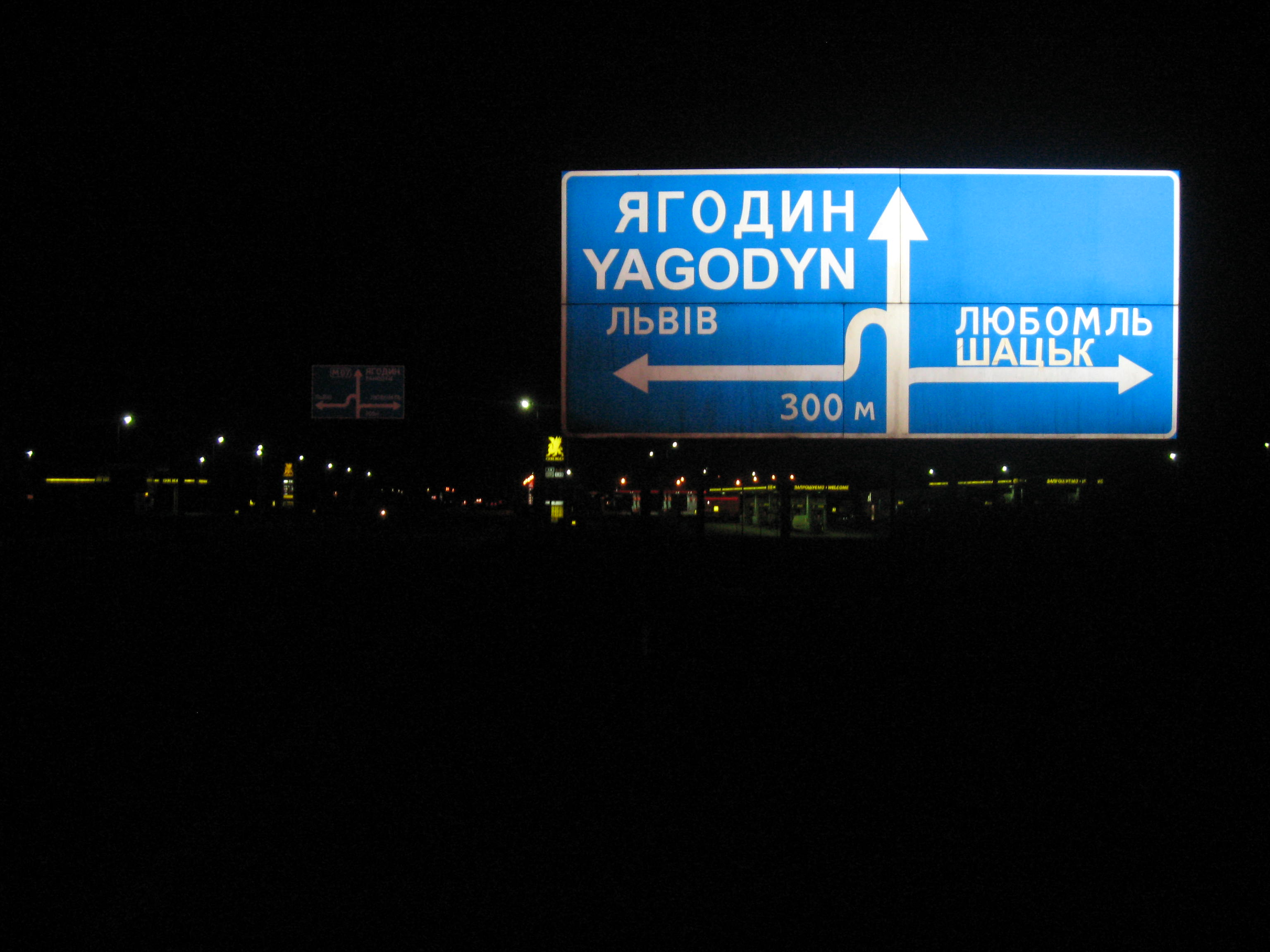